# Mariene ecoregio Amazonia
De Mariene ecoregio Amazonia (72) (Engels: Amazonia marine ecoregion) is een biogeografische regio en ligt in het westen van de Atlantische Oceaan in de Mariene provincie Noordelijk Braziliaans Plat (13) in het Marien rijk Tropische Atlantische Oceaan. De mariene ecoregio is vastgesteld door het World Wide Fund for Nature en The Nature Conservancy en is vernoemd naar de Amazone.
In het noordwesten grenst het gebied aan de mariene ecoregio Guyana (71) en in het zuidoosten aan de mariene ecoregio Noordoostelijk Brazilië (75).

## Geografie
De mariene ecoregio ligt in het westen van de Atlantische Oceaan voor de noordoostkust van Brazilië. Het gebied strekt zich uit van de monding van de grensrivier Oiapoque op de grens met Frans-Guyana tot aan de monding van de Igaraçu bij Parnaíba en omvat onder andere de monding van de Amazone en de Baía de São Marcos.
Door het gebied stroomt de Noord-Braziliëstroom en de Guyanastroom.

## Biogeografie
Het gebied kent zeeleven dat houdt van tropische temperaturen.